# Spy vs. Spy
Spy vs. Spy (рус. Шпион против шпиона) — комикс без слов, который впервые появился в журнале Mad № 60 в январе 1961 года, и изначально издавался EC Comics. Изначально он был чёрно-белым. Автором комикса является Антонио Прохиас (исп. Antonio Prohías).
Персонажи Spy vs. Spy использовались в анимационных телесериалах, выпускались также их фигурки и карты для обмена, а также компьютерные игры.

## История выпуска
Прохиас был кубинским мультипликатором, известным своей политической сатирой. Выпущенные им пародии на получившего власть Фиделя Кастро были раскритикованы, и под угрозой потери работы, возможного ареста и наказания он бежал в США 1 мая 1960 года — за три дня до того, как Кастро закрыл последнее свободное печатное издание на Кубе. Прохиас искал работу по специальности и пришёл в офис журнала Mad в Нью-Йорке 12 июля 1960 года. После успешного показа прототипа Spy vs. Spy он был принят на работу.
Всего Прохиас нарисовал 241 комикс для журнала Mad. Последний из них появился в выпуске № 269 (март 1987 года). Он подписывал каждый комикс на первой картинке последовательностью символов кода Морзе, которые складывались в слова «BY PROHIAS». В интервью 1983 года газете Miami Herald Прохиас размышлял о своей карьере, указывая, что «моей самой сладкой местью было повернуть выдвинутое в мой адрес Фиделем обвинение в шпионаже в приносящее мне деньги предприятие». Следует отметить, что известен как минимум один случай цензуры его работ издателем журнала Уильямом Гейнсом: комикс, который появился в 84-м номере журнала (январь 1964 год), был изменён, так как шпионы пили и курили (а Гейнс имел сильно негативное отношение к курению).
Прохиас, в конце концов, ушёл на пенсию из-за плохого здоровья и умер 24 февраля 1998 года в возрасте 77 лет. Создание комиксов продолжали писатель Дак Эдвинг и художник Боб Кларк. С 356-го номера журнала автором и художником комиксов стал Питер Купер.

## Игры
- Spy vs. Spy (игра, 1984)